# Trigonostemon capitellatum
Trigonostemon capitellatum är en törelväxtart som beskrevs av François Gagnepain. Trigonostemon capitellatum ingår i släktet Trigonostemon och familjen törelväxter. Inga underarter finns listade i Catalogue of Life.